# Agaricus dulcidulus
Agaricus dulcidulus är en svampart som beskrevs av Schulzer 1874. Agaricus dulcidulus ingår i släktet champinjoner och familjen Agaricaceae.   Inga underarter finns listade i Catalogue of Life.